# لی آدامز
لی آدامز (انگلیسی: Lee Adams؛ زادهٔ ۱۴ اوت ۱۹۲۴) نویسنده لیبرتو و ترانه‌سرای اهل ایالات متحده آمریکا است که بیشتر در زمینهٔ تئاتر موزیکال فعال بوده‌است.
از فیلم‌ها یا مجموعه‌های تلویزیونی که وی در آن‌ها نقش داشته‌است، می‌توان به همگی در خانواده اشاره نمود.